# Léon Stynen

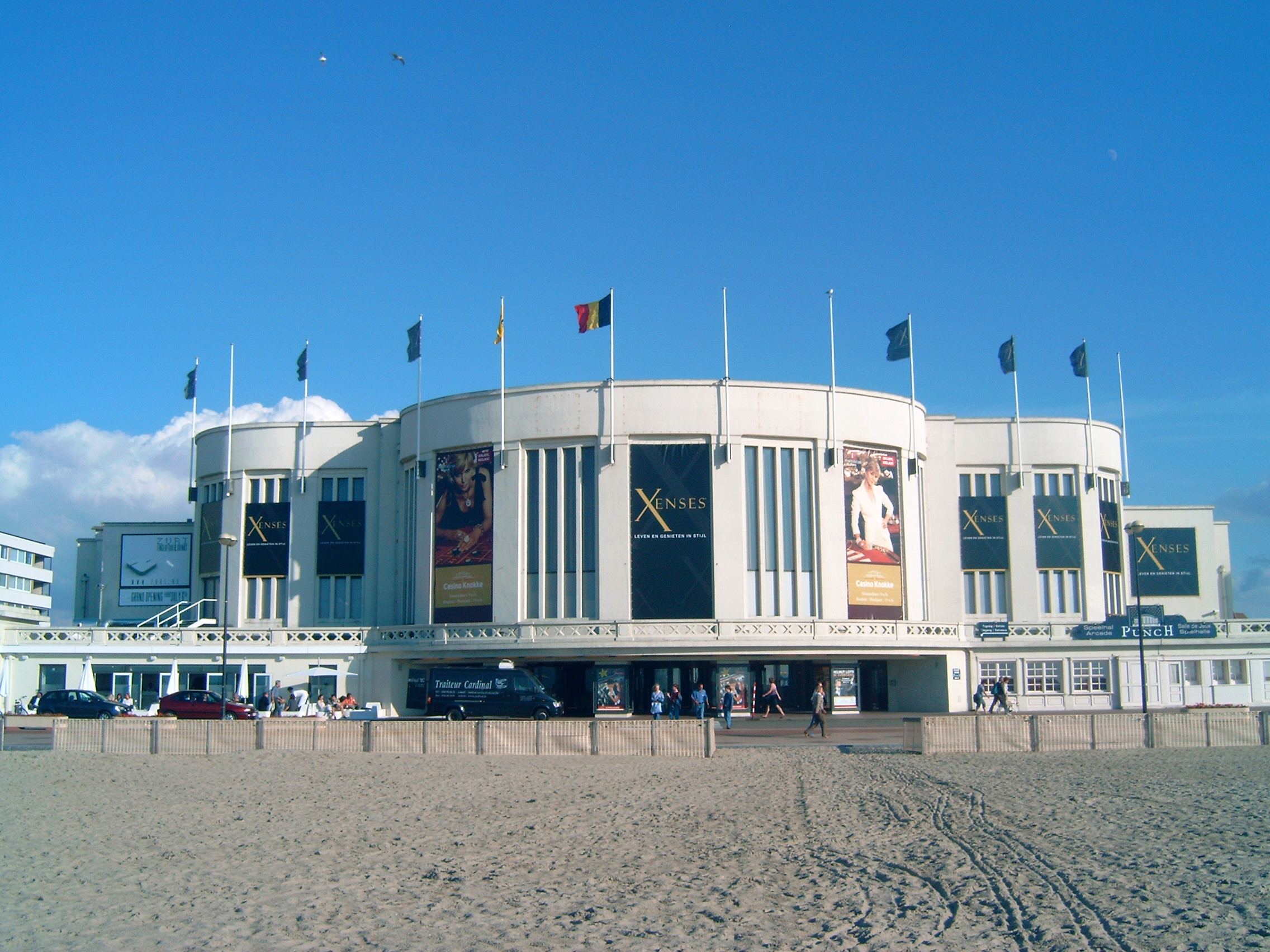
Casino de Knokke-Heist (1928-1931)

Léon Stynen (Amberes, 15 de julio de 1899 - Belgrado, 13 de mayo de 1990) fue un arquitecto y diseñador racionalista belga. 

## Trayectoria
Estudió en la Academia de Bellas Artes de Amberes, donde se tituló en 1921. En sus inicios estuvo influido por la obra de Hendrik Petrus Berlage y Huibrecht Hoste, hasta que conoció la obra de Le Corbusier en la Exposición de Artes Decorativas de París de 1925, lo que le encaminó hacia el racionalismo.
Desde entonces se denota en sus obras la influencia lecorbusieriana, como en el Casino de Knokke-Heist (1928-1931) y el Pabellón de Artes Decorativas para la Exposición Internacional de Amberes de 1930. En estas obras desarrolló un estilo funcionalista sobrio y riguroso, con una gran preocupación por el entorno, aspectos que serían característicos de su obra. Después del de Knokke construyó diversos casinos más: Blankenberge (1932), Chaudfontaine (1938) y Ostende (1949-1952).
En 1932 elaboró un ambicioso proyecto urbanístico de influencia nuevamente lecorbusieriana para el concurso de ordenación de la orilla izquierda del Escalda en Amberes, del que recibió finalmente el encargo de un conjunto de casas ejecutado en 1935. Entre 1932 y 1934 construyó el conjunto de viviendas Elsdonck en Amberes, inspirado de la Unité d'Habitation de Le Corbusier. Otras obras de esos años fueron su propia casa en Amberes (1932) y la casa Van Thillo en Ekeren, Amberes (1936).
Entre 1937 y 1950 impartió clases en la Academia de Bellas Artes de Amberes. Ese último año fue nombrado director de la École nationale supérieure d'architecture et des arts visuels (La Cambre) en Bruselas.
En 1939 construyó junto a Henry Van de Velde y Victor Bourgeois el pabellón belga de la World's Fair de Nueva York.
En 1960 construyó el edificio de la BP Belgium en Amberes, una de las primeras estructuras suspendidas de Europa. Ese año edificó también su casa del lago de Garda en Bogliaco, en Italia. Se retiró en 1975.